# Marta Higueras
Marta María Higueras Garrobo (Madrid, 1964) es una mediadora penal española, ligada desde el inicio de su carrera al sector judicial. Entre junio de 2015 y junio de 2019 fue primera teniente de alcaldesa del Ayuntamiento de Madrid y titular del área de gobierno municipal de Equidad, Derechos Sociales y Empleo. De 2009 a 2013 fue directora de Justicia y Administración Pública del Gobierno Vasco.

## Trayectoria
Nacida en Madrid, vecina del distrito Arganzuela, es geógrafa de formación.
Trabajó como oficial en los Juzgados de Plaza de Castilla de Madrid, posteriormente en el Consejo General del Poder Judicial como jefa de la Sección de Oficina Judicial durante 5 años. En el País Vasco fue asesora de Justicia con Inmaculada de Miguel y en agosto de 2009 fue nombrada Directora de Justicia y Administración Pública, cargo que ocupó durante el gobierno socialista de Patxi López, hasta enero de 2013. Además fue miembro de la Comisión de Infancia y Adolescencia del País Vasco.
En su última etapa antes de llegar al Ayuntamiento de Madrid trabajó en el Tribunal de Cuentas, en la secretaría de la consejera María Antonia Lozano, propuesta para el cargo por Izquierda Unida y fue miembro de la Comisión de Igualdad de esta institución (2013-2015).

### Ahora Madrid

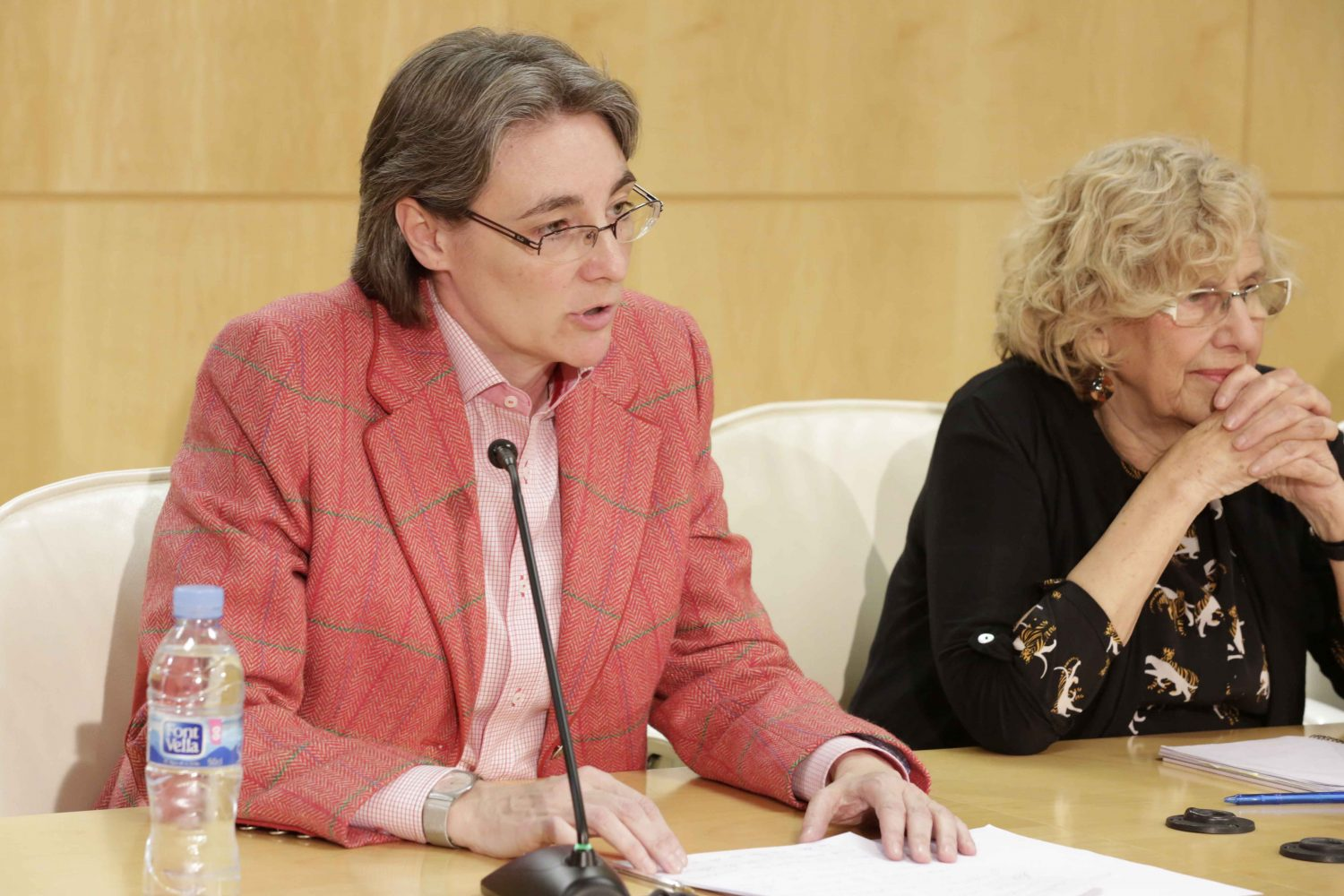
Higueras en marzo de 2017 junto a Manuela Carmena.

En las elecciones municipales de mayo de 2015 ocupó el puesto número siete de la lista de Ahora Madrid para el Ayuntamiento de Madrid.
Algunos medios de comunicación la consideran «la persona de confianza» de Manuela Carmena en el Ayuntamiento de Madrid. Conoció a la jueza Carmena en 1992 cuando trabajaba en los Juzgados de Plaza Castilla y desde entonces ha mantenido una estrecha relación. En junio de 2015 asumió el rol de primera teniente de alcalde, el de titular del Área de Gobierno de Equidad, Derechos Sociales y Empleo, pasando a ejercer en la práctica de vicealcaldesa.
En el consistorio madrileño puso en marcha la oficina de mediación antidesahucios, un dosier que conoce de cerca a partir de la experiencia del Servicio de Mediación Hipotecaria del Gobierno Vasco durante su etapa como Directora de Justicia. Es también responsable del área de igualdad. En 2017 se visibilizó de forma pública como lesbiana.

### Más Madrid
Repitió como candidata para las elecciones municipales de 2019, ahora en la lista de Más Madrid (como número 2 detrás de Carmena), renovando el acta de concejala, y pasando a la oposición. Se presentó en el número 2 por Madrid en la lista de Más País al Congreso en las elecciones generales de noviembre de 2019 (de la que fue considerada representante de la herencia carmenista), y resultó elegida diputada. No obstante, renunció a recoger el acta en favor de Inés Sabanés, número 3 de la lista.
En mayo de 2020 anunció su desvinculación de la construcción de Más Madrid como partido político aunque manteniendo el acta de concejala en el Ayuntamiento de Madrid.
En 2021 abandona el grupo municipal, pasando a formar parte del Grupo Mixto.